# Distretto di Sárbogárd
Il distretto di Sárbogárd (in ungherese Sárbogárdi járás) è un distretto dell'Ungheria, situato nella provincia di Fejér.